# Amédée Milvoy
Amédée Milvoy né le 6 mai 1860 à Amiens et mort le 3 juin 1929 à Mont-Saint-Aignan, est un architecte français d'Amiens.

## Biographie
Amédée Denis Milvoy naît le 6 mai 1860, à Amiens dans le département de la Somme, du mariage de Jules Amédée Milvoy, représentant de commerce, et d'Émélie Denise Violette, marchande mercière.
Il fait ses études à l'école Saint-Martin et au collège de la Providence d'Amiens. Ces études terminées, il fait un séjour de deux ans au cabinet d'architecte de Jean Herbault puis entre au cabinet d'Edmond Duthoit avec qui il collabore aux grands travaux de la basilique Notre-Dame de Brebières d'Albert.
De 1885 à 1887, il effectue une mission en Algérie où il met au jour l'ancienne Thamugas des Romains, le Timgad des Arabes.
De retour à Amiens, il épouse Jeanne Marie Charlotte Bibet, ils ont deux garçons et une fille, Amédée Louis Denis Edmond Milvoy, né le 8 octobre 1892 à Amiens et mort le 30 juillet 1974 à Amiens, architecte, René le cadet mort lors de la Première Guerre mondiale, et Marguerite.
Il ouvre son cabinet d'architecte à Amiens. Dans ses ateliers, il confectionne un mobilier d'Art nouveau.
Il est président de la société des architectes de la Somme, vice-président de l'union syndicale des architectes français pendant 30 ans, architecte honoraire des monuments historiques et membre à partir de 1890 de la société des antiquaires de Picardie dont il a été président.
Éprouvé par la mort de son fils René, il vend son cabinet et se retire, avec son épouse, à Mont-Saint-Aignan où il meurt le 3 juin 1929,.

## Réalisations architecturales
- Amiens :
  - Hôtel Bullot, 1898  Inscrit MH (2001)[7],
  - Monument à Jules Verne, 1908[8],
  - Tombeau (stèle funéraire) de la famille Hacquart-Hollet, vers 1921  Inscrit MH[9],
  - Tombeau (sarcophage) de la famille Mathieu-Clabaut, 1923[10],
  - Tombeau (stèle funéraire) Thuillez-Mastifas-Bouchez-Dupuis, vers 1895  Inscrit MH[11],
  - Tombeau (loggia) de la famille Ransson, 1882  Inscrit MH[12] ;
- Bavelincourt :
  - Chapelle funéraire Gourdin-Bouquet, 1890[13].
  - Maison de maître dite château, 1893[14].
- Le Touquet-Paris-Plage, La villa Printania, sise 34, rue Joseph-Duboc[15].